# Gunnar Landberg
Karl Gunnar Landberg, född 29 januari 1933 i Gävle, död 26 mars 2024 på Lidingö, var en svensk arkitekt. 
Landberg, som var son till civilingenjör Karl Landberg och Lilian Rosenberg. avlade studentexamen i Bromma 1952 och utexaminerades från Kungliga Tekniska högskolan 1957. Han var arkitekt på AB vattenbyggnadsbyråns arkitekt- och stadsplaneavdelning 1958–1962. Han drev arkitektfirman ELLT tillsammans med arkitekterna Alf Engström, Bengt Larsson och Alvar Törneman. Han var sekreterare i Kungliga Konsthögskolans elevkår Akademikerklubben 1960.